# Везак (Канталь)
Веза́к (фр. и окс. Vézac) — коммуна во Франции, находится в регионе Овернь. Департамент — Канталь. Входит в состав кантона Арпажон-сюр-Сер. Округ коммуны — Орийак.
Код INSEE коммуны — 15255.
Коммуна расположена приблизительно в 450 км к югу от Парижа, в 110 км юго-западнее Клермон-Феррана, в 8 км к юго-востоку от Орийака.

## Население
Население коммуны на 2008 год составляло 1114 человек.
| 1962 | 1968 | 1975 | 1982 | 1990 | 1999 | 2008 |
| ---- | ---- | ---- | ---- | ---- | ---- | ---- |
| 579  | 637  | 743  | 861  | 955  | 952  | 1114 |

## Экономика
В 2007 году среди 714 человек в трудоспособном возрасте (15—64 лет) 555 были экономически активными, 159 — неактивными (показатель активности — 77,7 %, в 1999 году было 72,6 %). Из 555 активных работали 520 человек (293 мужчины и 227 женщин), безработных было 35 (11 мужчин и 24 женщины). Среди 159 неактивных 48 человек были учениками или студентами, 64 — пенсионерами, 47 были неактивными по другим причинам.

## Достопримечательности
- Замок Кайак (XVI век). Памятник истории с 1997 года[3]

## Фотогалерея
- Замок Кайак
- Карта коммуны